# Pic Eagle (Wyoming)
Pour les articles homonymes, voir Pic Eagle.
Le pic Eagle  (en anglais : Eagle Peak) est un sommet montagneux américain dans le comté de Park, au Wyoming. Il culmine à 3 463 mètres d'altitude dans la chaîne Absaroka. Il est situé à la limite du parc national de Yellowstone, dont il est le point culminant, et de la Washakie Wilderness, dans la forêt nationale de Shoshone.